# Инёню, Мевхибе
Ме́вхибе Инёню (тур. Mevhibe İnönü; 22 сентября 1894, Константинополь — 29 февраля 1992, Анкара) — первая леди Турции с 11 ноября 1938 года по 27 мая 1950 года во время президентства её мужа Исмета Инёню.

## Биография

### Ранняя жизнь
Мевхибе Инёню родилась 22 сентября 1897 года в районе Фатих, Стамбул. Её отец умер от туберкулёза, когда ей было всего три года. Вскоре умерла и её сестра. После потерь в семье мать Мевхибе переехала с ней в дом дедушки, где она потом воспитывалась. После первого класса по решению семьи она бросила среднюю школу.
13 апреля 1916 года Мевхибе вышла замуж за Мустафу Исмета, офицера Османской армии в звании миралая. Через 21 день её муж уехал на фронт на ближневосточный театр Первой мировой войны и вернулся домой только после заключения Мудросского перемирия.
Первый сын пары родился в 1919 году. В 1920 году Мустафа Исмет отправился в Анатолию, чтобы присоединиться к Войне за независимость Турции. Будучи супругой офицера, приговорённого османской администрацией к смертной казни за участие в национальном сопротивлении, Мевхибе переехала вместе с членами семьи в родной город мужа Малатья, где и оставалась в годы борьбы. В это время в 1921 году умер её сын Иззет.
Семья поселилась в Измире вскоре после его повторного захвата турецкими войсками 9 сентября 1922 года. Во время переговоров по Лозаннскому мирному договору, которые длились 11 недель с ноября 1922 года, она сопровождала своего мужа в Швейцарии, который был главой турецкой делегации.
В 1924 году Мевхибе родила второго сына Омера. В том же году она переехала в особняк Пембе Кёшк в Анкаре, который недавно купил её муж. Особняк оставался их домом до 1975 года. В 1926 году у них родился третий сын Эрдал, а в 1930 году — дочь Озден. Мевхибе Инёню посетила несколько мест, включая Афины, Москву и Рим в качестве супруги премьер-министра.
В 1934 году вступил в силу Закон о фамилиях. Мустафа Исмет и члены его семьи получили фамилию Инёню в честь Первой и Второй битв при Инёню, тогда Мустафа был командиром и одерживал победы.

### Первая леди

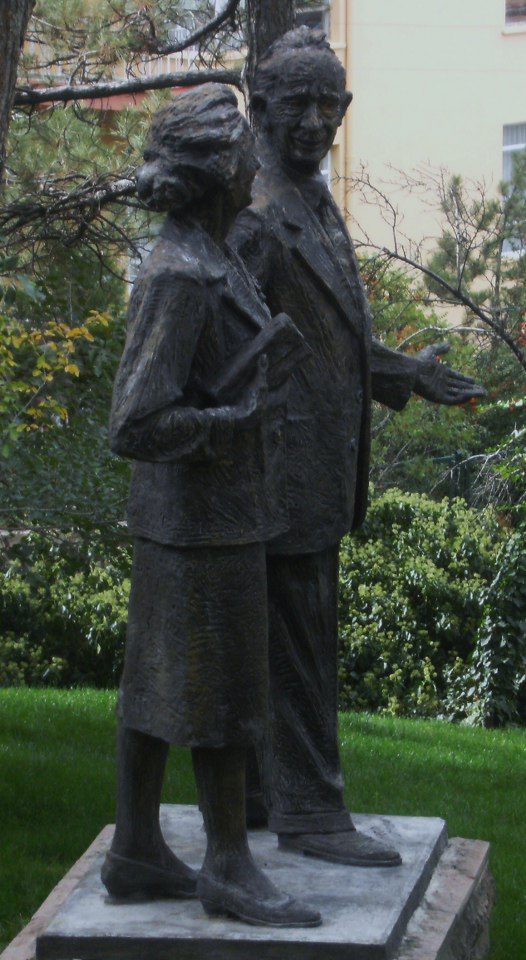
Статуи Мевибе и Исмета Инёню в саду Пембе Кёшк, Анкара. Автор Метин Юрданур

После смерти Мустафы Кемаля Ататюрка 10 ноября 1938 года основатель и первый президент Турецкой Республики Исмет Инёню был избран президентом на следующий день. Мевхибе Инёню переехала в качестве второй первой леди в Дворец Чанкая, официальную президентскую резиденцию, где оставалась до 27 мая 1950 года.

### Дальнейшая жизнь
Мевхибе Инёню потеряла 25 декабря 1973 года своего мужа Исмета, сыгравшего долгую и важную роль в турецкой политике. 20 июля 1991 года госпитализирована в военный госпиталь ГАТА в Анкаре, где и скончалась 29 февраля 1992 года. Мевхибе была похоронена на Кладбище Джебеджи Асри в Анкаре.
У Мевибе Инёню всего было пятеро внуков и десять правнуков.

## Деятельность
Была известна как вежливая и элегантная женщина. В 1928 году она стала соучредителем «Ассоциации гуманистов» (тур. Yardımsevenler Derneği) и в 1949 году «Союза турецких женщин» (тур. Türk Kadınlar Birliği). В 1983 году Мевхибе и её дети создали фонд в честь своего покойного супруга Исмета Инёню. Она стала первым председателем попечительского совета Фонда Инёню.